# Queso quark

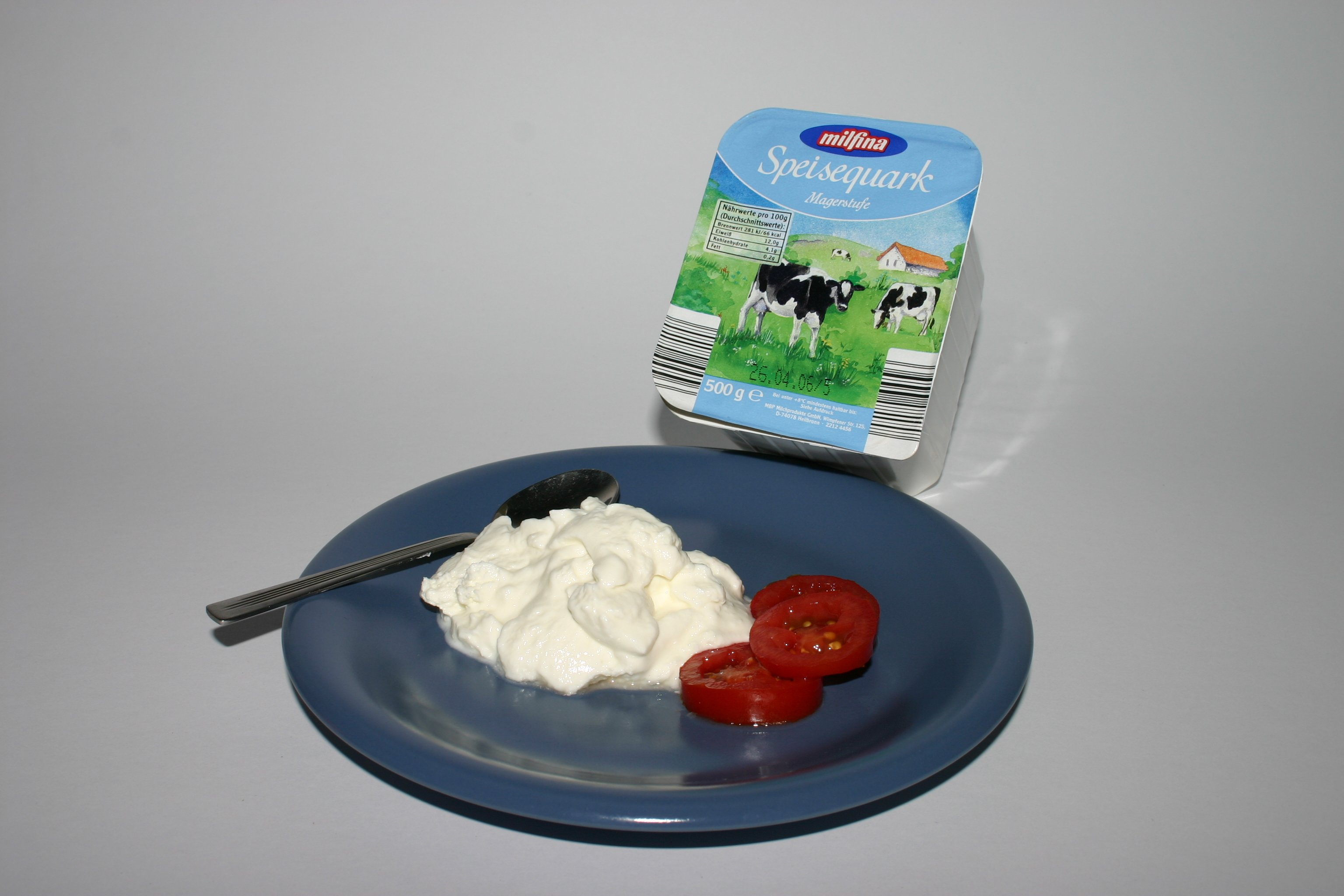
Quark alemán
(Speisequark)

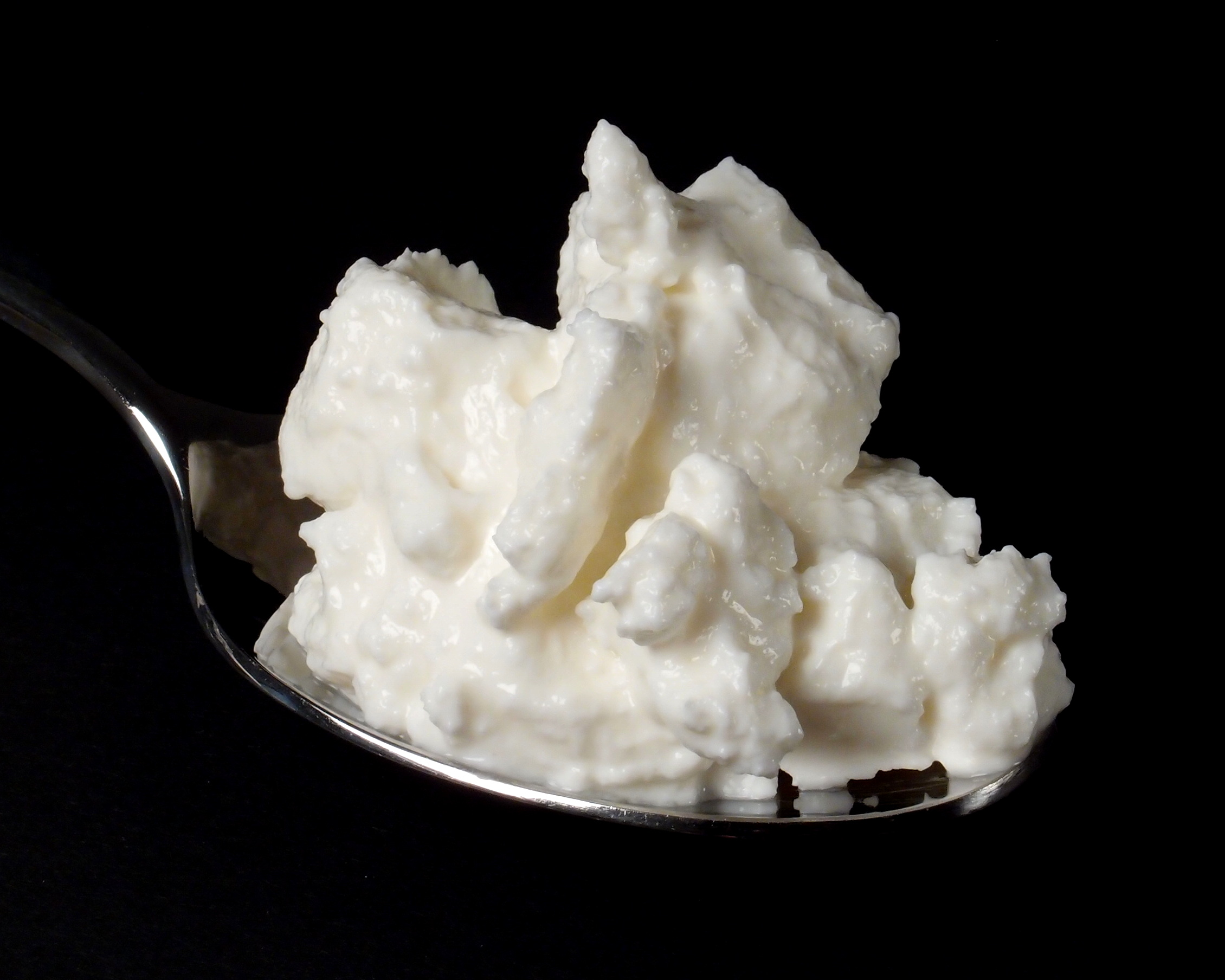
Quark de leche desnatada en una cuchara.

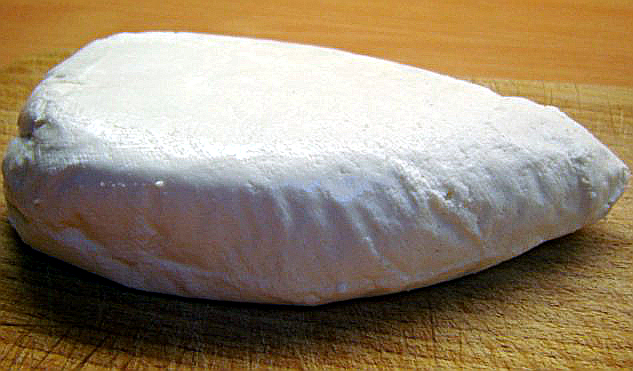
Twaróg polaco.

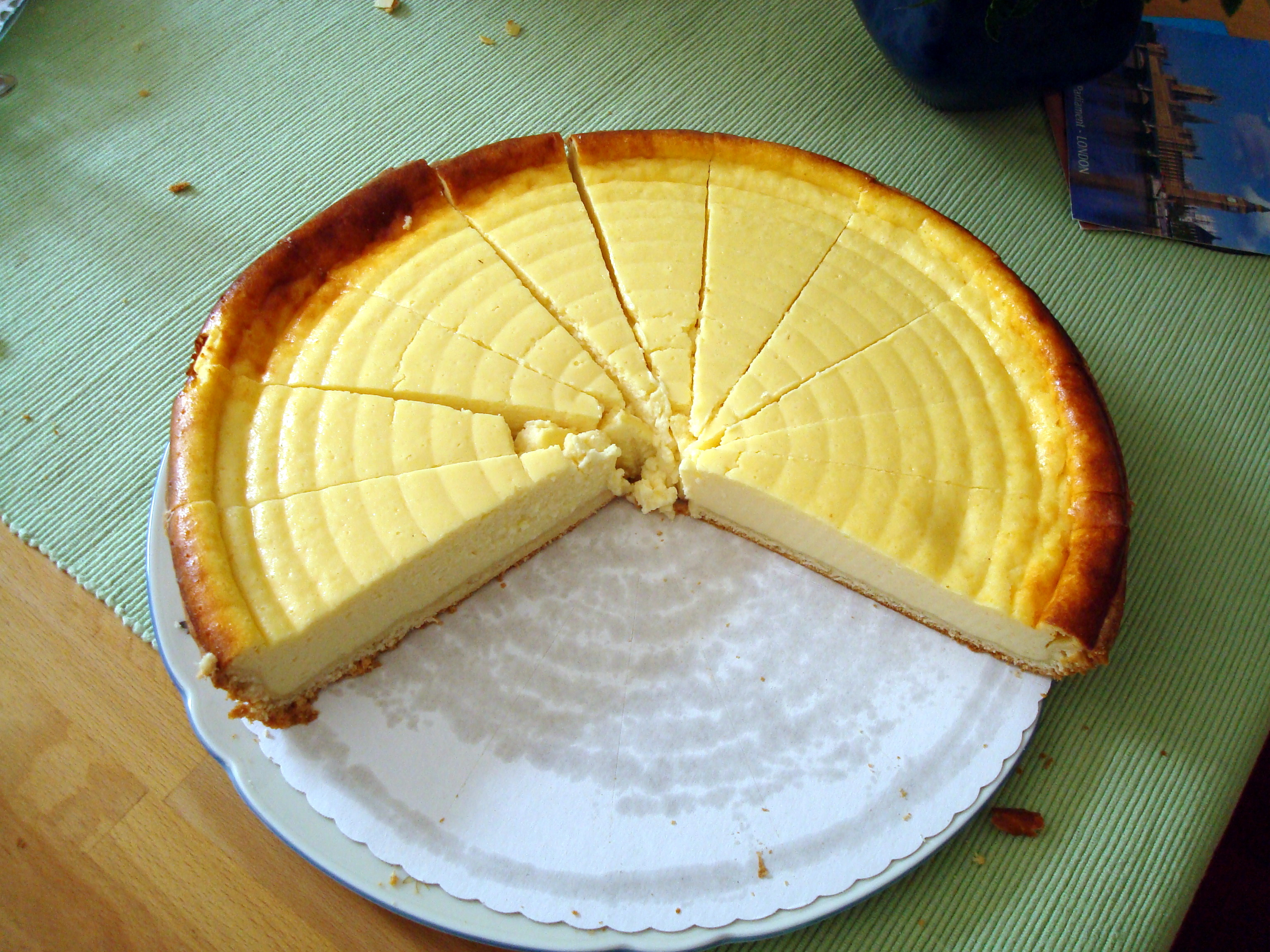
Pastel de queso hecho con quark.

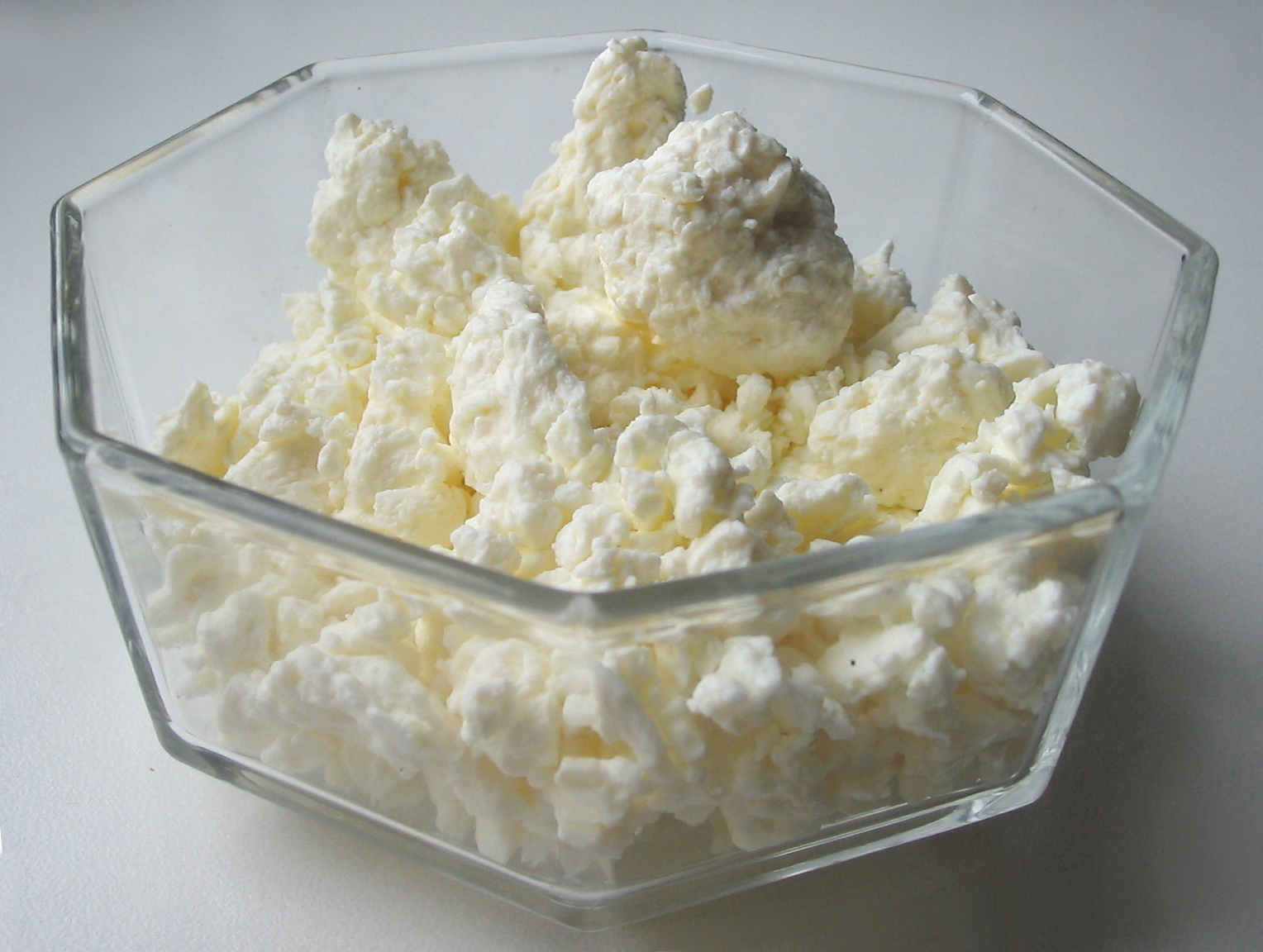
Tvorog ruso.

El queso quark, también conocido simplemente como quark o Weißkäse, es un queso batido, de textura untuosa y blanca, de aroma fresco y sabor ligeramente ácido. 
Se elabora con leche de vaca y tiene un contenido medio de calorías (por ejemplo 80 gramos aportan entre 38 y 91 calorías según variedad).
Es muy empleado en la cocina alemana, en la cocina de Austria (Topfen) y en la cocina de los Países Bajos. También en países de Europa Central, como Polonia, y del Este, como Lituania, Estonia, Ucrania, Bielorrusia, Rusia etc.
Se emplea en la elaboración de algunas salsas y como relleno de diferentes postres.